# Colostygia badiata
Colostygia badiata là một loài bướm đêm trong họ Geometridae.